# Елизабет фон Глайхен-Рембда
Елизабет фон Глайхен-Рембда (на немски: Elizabeth von Gleichen-Remda; * 1530; † 26 юни 1578, Кведлинбург) e графиня от фамилията Глайхен-Ремда-Бланкенхайн-Шауенфорст и чрез женитба графиня на Щолберг-Вернигероде.

## Произход
Тя е дъщеря на граф Хектор I фон Глайхен-Рембда († 1548) и съпругата му Луция († сл. 1549).

## Фамилия
Елизабет фон Глайхен-Рембда се омъжва пр. 3 ноември 1556 г. в Кведлинбург за граф Хайнрих фон Щолберг (1509 – 1572), четвъртият син на граф Бото цу Щолберг (1467 – 1538) и графиня Анна фон Епщайн-Кьонигщайн (1481 – 1538). Двамата имат децата:
- Бото (X) (* 19 декември 1559; † 21 септември 1583)
- Лудвиг Георг (1562 – 1618), женен I. 1589 г. за Сара фон Мансфелд-Хинтерорт (1563 – 1591), II. 1596 г. за Анна Мария фон Кирбург-Мьорхинген (1576 – 1620)
- Анна (* 3 април 1565; † 12 май 1601), абатиса на Кведлинбург като Анна III (1584 – 1601)
- Кристоф (1567 – 1638), женен 1592 г. за Хедвиг фон Регенщайн-Бланкенбург (1572 – 1634)